# Get Along
Get Along är det första livealbumet av den kanadensiska popduon Tegan and Sara, utgivet den 15 november 2011 på Vapor Records. Get Along släpptes som dubbelalbum med 15 livelåtar från The Warehouse Studio i Vancouver på första skivan och tre filmer på andra skivan. Albumet nådde plats 116 på Billboard 200 i USA.

## Filmerna
Den första filmen, States, är en 30-minuters dokumentär som visar videoklipp och intervjuer från Tegan and Saras amerikanska turné, med fokus på deras tidiga karriär och förhållandet till sina fans. Den andra filmen, India, är en 25-minuters dokumentär inspelad under Tegan and Saras turné i Indien, bestående av intervjuer med bandet, deras familj och vänner. Den tredje filmen, For the Most Part, är en 70-minuters studiokonsert, inspelad inför en publik på 75 människor under två dagar i The Warehouse Studio i Vancouver.

## Låtlista

### CD
| Nr  | Titel                       | Kompositör            | Längd |
| --- | --------------------------- | --------------------- | ----- |
| 1.  | Alligator (live)            | Tegan Quin, Sara Quin | 2:59  |
| 2.  | I Know I Know I Know (live) | T. Quin               | 3:01  |
| 3.  | Monday Monday Monday (live) | S. Quin               | 3:35  |
| 4.  | I Hear Noises (live)        | T. Quin               | 3:25  |
| 5.  | Night Watch (live)          | T. Quin, S. Quin      | 2:59  |
| 6.  | Back in Your Head (live)    | S. Quin               | 3:43  |
| 7.  | Divided (live)              | T. Quin               | 3:13  |
| 8.  | Call It Off (live)          | T. Quin               | 2:37  |
| 9.  | Relief Next to Me (live)    | S. Quin               | 3:49  |
| 10. | The Ocean (live)            | T. Quin, S. Quin      | 3:20  |
| 11. | Nineteen (live)             | T. Quin               | 3:18  |
| 12. | Knife Going In (live)       | S. Quin               | 2:28  |
| 13. | Not with You (live)         | S. Quin               | 3:43  |
| 14. | I Won't Be Left (live)      | T. Quin               | 3:10  |
| 15. | Sentimental Tune (live)     | T. Quin, S. Quin      | 4:09  |

### DVD
1. States (A Film by Danny O'Malley)
2. India (A Film by Elinor Svoboda)
3. For the Most Part (A Film by Salazar)

## Medverkande
Tegan and Sara
- Tegan Quin – sång, gitarr, keyboard, producent
- Sara Quin – sång, gitarr, keyboard, producent

Övriga musiker
- Johnny Andrews – trummor, slagverk
- Ted Gowans – gitarr, keyboard
- Shaun Huberts – bas

Produktion
- Nick Blasko – producent
- Lindsey Byrnes – fotografi (omslag)
- Erik Nielsen – assisterande ljudmixare
- Danny O'Malley – regi, redigering, filmskapare, fotografi (States)
- Eric Mosher – assisterande ljudtekniker
- Jason Myers – redigering
- Howard Redekopp – ljudtekniker, ljudmixare
- Justin Smith – mastering
- E.E. Storey – omslag, design, regi
- Elinor Svoboda – regi, redigering, filmskapare (India)

Information från Allmusic.

## Listplaceringar
| Lista (2011)                       | Högsta position |
| ---------------------------------- | --------------- |
| USA Alternative Albums (Billboard) | 14              |
| USA Billboard 200                  | 116             |
| USA Top Rock Albums (Billboard)    | 20              |